# Football aux Jeux panarabes de 2023
Navigation
2011
Le tournoi de football masculin des Jeux panarabes de 2023 se déroule du 2 au 14 juillet 2023 en Algérie, après une interruption de 11 ans. Les matchs auront lieu à Annaba et Constantine. 
Pour la première fois, les équipes sont limitées à des joueurs de moins de 23 ans, et un maximum de trois joueurs plus âgés. Le Bahreïn était le champion en titre, ayant battu la Jordanie en finale de l'édition 2011.

## Stades
| Stade                 | Ville       | Capacité |
| --------------------- | ----------- | -------- |
| Stade du 19-Mai-1956  | Annaba      | 58,100   |
| Stade Chahid-Hamlaoui | Constantine | 22,986   |

## Équipes participantes
Voici la liste des équipes des U-23 participantes : 
- Algérie
- Mauritanie
- Soudan
- Liban
- Oman
- Palestine
- Arabie saoudite (U-19)[3]
- Syrie

## Tirage au sort
Le tirage au sort a eu lieu le 19 juin 2023, l'Algérie, pays hôte, a été automatiquement placée dans le Pot 1. Les autres équipes ont été placées en fonction du classement FIFA.
| Pot 1                   | Pot 2      | Pot 3           | Pot 4             |
| ----------------------- | ---------- | --------------- | ----------------- |
| Algérie Arabie saoudite | Oman Syrie | Palestine Liban | Mauritanie Soudan |

## Phase de groupes
Tous les horaires sont locaux, UTC+1.

### Groupe A
| Rang | Équipe    | Pts | J | G | N | P | Bp | Bc | Diff |
| ---- | --------- | --- | - | - | - | - | -- | -- | ---- |
| 1    | Algérie H | 7   | 3 | 2 | 1 | 0 | 4  | 1  | +3   |
| 2    | Soudan    | 6   | 3 | 2 | 0 | 1 | 6  | 2  | +4   |
| 3    | Oman      | 4   | 3 | 1 | 1 | 1 | 1  | 2  | -1   |
| 4    | Liban     | 0   | 3 | 0 | 0 | 3 | 0  | 6  | -6   |

| 1re journée          | Liban   | 0 - 3   | Soudan                      | Stade du 19-Mai-1956, Annaba |                             |
| 2 juillet 2023 17h30 |         | (0 - 1) | 14e 49e Nouh · 90e Ezzallah | Arbitrage : Abdel Aziz Bouh  | Arbitrage : Abdel Aziz Bouh |
| 2 juillet 2023 17h30 | Rapport |         |                             | Arbitrage : Abdel Aziz Bouh  | Arbitrage : Abdel Aziz Bouh |

| 2 juillet 2023 | Algérie | 0 - 0   | Oman | Stade du 19-Mai-1956, Annaba |                        |
| 21h00          |         | (0 - 0) |      | Arbitrage : Muath Owfi       | Arbitrage : Muath Owfi |
| 21h00          | Rapport |         |      | Arbitrage : Muath Owfi       | Arbitrage : Muath Owfi |

| 2e journée           | Oman           | 1 – 0   | Liban | Stade du 19-Mai-1956, Annaba |                             |
| 5 juillet 2023 17h30 | Al Habashi 40e | (1 - 0) |       | Arbitrage : Ammar Ashkanani  | Arbitrage : Ammar Ashkanani |
| 5 juillet 2023 17h30 | Rapport        |         |       | Arbitrage : Ammar Ashkanani  | Arbitrage : Ammar Ashkanani |

| 5 juillet 2023 | Soudan    | 1 - 2   | Algérie          | Stade du 19-Mai-1956, Annaba |                            |
| 21h00          | Ismat 75e | (0 - 0) | 87e 90+2e Temine | Arbitrage : Mohammad Qanah   | Arbitrage : Mohammad Qanah |
| 21h00          | Rapport   |         |                  | Arbitrage : Mohammad Qanah   | Arbitrage : Mohammad Qanah |

| 3e journée           | Soudan                 | 2 - 0   | Oman | Stade Chahid-Hamlaoui, Constantine |                          |
| 8 juillet 2023 21h00 | Nooh 3e · Saadalla 90e | (1 - 0) |      | Arbitrage : Mehrez Melki           | Arbitrage : Mehrez Melki |
| 8 juillet 2023 21h00 | Rapport                |         |      | Arbitrage : Mehrez Melki           | Arbitrage : Mehrez Melki |

| 8 juillet 2023 | Algérie                    | 2 - 0   | Liban | Stade du 19-Mai-1956, Annaba |                            |
| 21h00          | Bounacer 16e · Sryer 90+3e | (1 - 0) |       | Arbitrage : Mohamed Khaled   | Arbitrage : Mohamed Khaled |
| 21h00          | Rapport                    |         |       | Arbitrage : Mohamed Khaled   | Arbitrage : Mohamed Khaled |

### Groupe B
| Rang | Équipe          | Pts | J | G | N | P | Bp | Bc | Diff |
| ---- | --------------- | --- | - | - | - | - | -- | -- | ---- |
| 1    | Syrie           | 5   | 3 | 1 | 2 | 0 | 5  | 3  | +2   |
| 2    | Arabie saoudite | 5   | 3 | 1 | 2 | 0 | 4  | 3  | +1   |
| 3    | Palestine       | 2   | 3 | 0 | 2 | 1 | 2  | 3  | -1   |
| 4    | Mauritanie      | 2   | 3 | 0 | 2 | 1 | 4  | 6  | -2   |

| 2 juillet 2023 | Arabie saoudite      | 1 – 1   | Syrie         | Stade Chahid-Hamlaoui, Constantine |                          |
| 17h30          | Al-Zaid 90+6e (pen.) | (0 - 1) | 18e Mardikian | Arbitrage : Mehrez Melki           | Arbitrage : Mehrez Melki |
| 17h30          | Rapport              |         |               | Arbitrage : Mehrez Melki           | Arbitrage : Mehrez Melki |

| 2 juillet 2023 | Palestine | 1 - 1   | Jordanie   | Stade Chahid-Hamlaoui, Constantine |                                 |
| 21h00          | Rabe 5e   | (1 - 1) | 24e Elwely | Arbitrage : Abdemoumene Touabti    | Arbitrage : Abdemoumene Touabti |
| 21h00          | Rapport   |         |            | Arbitrage : Abdemoumene Touabti    | Arbitrage : Abdemoumene Touabti |

| 5 juillet 2023 | Syrie   | 0 - 0   | Palestine | Stade Chahid-Hamlaoui, Constantine |                            |
| 17h30          |         | (0 - 0) |           | Arbitrage : Mohamed Khaled         | Arbitrage : Mohamed Khaled |
| 17h30          | Rapport |         |           | Arbitrage : Mohamed Khaled         | Arbitrage : Mohamed Khaled |

| 5 juillet 2023 | Mauritanie | 1 - 1   | Arabie saoudite    | Stade Chahid-Hamlaoui, Constantine |                                  |
| 21h00          | Baye 13e   | (1 - 1) | 26e (pen.) Al-Zaid | Arbitrage : Zaid Thamer Mohammed   | Arbitrage : Zaid Thamer Mohammed |
| 21h00          | Rapport    |         |                    | Arbitrage : Zaid Thamer Mohammed   | Arbitrage : Zaid Thamer Mohammed |

| 8 juillet 2023 | Arabie saoudite                   | 2 - 1   | Palestine     | Stade Chahid-Hamlaoui, Constantine |                             |
| 17h30          | Al-Abdulwahed 37e · Al-Hassan 62e | (1 - 1) | 40e Bani Odeh | Arbitrage : Nabil Boukhalfa        | Arbitrage : Nabil Boukhalfa |
| 17h30          | Rapport                           |         |               | Arbitrage : Nabil Boukhalfa        | Arbitrage : Nabil Boukhalfa |

| 8 juillet 2023 | Mauritanie             | 2 - 4   | Syrie                                             | Stade du 19-Mai-1956, Annaba |                             |
| 17h30          | Sheikh 16e · Ahmed 21e | (2 - 1) | 6e Mardikian · 55e Dahan · 60e Rihani · 70e Osman | Arbitrage : Ammar Ashkanani  | Arbitrage : Ammar Ashkanani |
| 17h30          | Rapport                |         |                                                   | Arbitrage : Ammar Ashkanani  | Arbitrage : Ammar Ashkanani |

## Phase à élimination directe
|  | Demi-finales                                      | Demi-finales                                      | Demi-finales                                      | Demi-finales                                      |                               |                 | Finale                                         | Finale                                         | Finale                                         | Finale                                         |
|  |                                                   |                                                   |                                                   |                                                   |                               |                 |                                                |                                                |                                                |                                                |
|  | 11 juillet 2023 - Stade Abdelkader-Chabou, Annaba | 11 juillet 2023 - Stade Abdelkader-Chabou, Annaba | 11 juillet 2023 - Stade Abdelkader-Chabou, Annaba | 11 juillet 2023 - Stade Abdelkader-Chabou, Annaba |                               |                 | 14 juillet 2023 - Stade du 19-Mai-1956, Annaba | 14 juillet 2023 - Stade du 19-Mai-1956, Annaba | 14 juillet 2023 - Stade du 19-Mai-1956, Annaba | 14 juillet 2023 - Stade du 19-Mai-1956, Annaba |
|  | A1                                                | Algérie                                           | 1                                                 | 1                                                 |                               |                 | 14 juillet 2023 - Stade du 19-Mai-1956, Annaba | 14 juillet 2023 - Stade du 19-Mai-1956, Annaba | 14 juillet 2023 - Stade du 19-Mai-1956, Annaba | 14 juillet 2023 - Stade du 19-Mai-1956, Annaba |
|  | A1                                                | Algérie                                           | 1                                                 | 1                                                 |                               |                 | 14 juillet 2023 - Stade du 19-Mai-1956, Annaba | 14 juillet 2023 - Stade du 19-Mai-1956, Annaba | 14 juillet 2023 - Stade du 19-Mai-1956, Annaba | 14 juillet 2023 - Stade du 19-Mai-1956, Annaba |
|  | B2                                                | Arabie saoudite                                   | 2                                                 | 2                                                 |                               |                 | 14 juillet 2023 - Stade du 19-Mai-1956, Annaba | 14 juillet 2023 - Stade du 19-Mai-1956, Annaba | 14 juillet 2023 - Stade du 19-Mai-1956, Annaba | 14 juillet 2023 - Stade du 19-Mai-1956, Annaba |
|  | B2                                                | Arabie saoudite                                   | 2                                                 | 2                                                 | Arabie saoudite               | Arabie saoudite | 1 (5)                                          | 1 (5)                                          |                                                |                                                |
|  | 11 juillet 2023 - Stade Abdelkader-Chabou, Annaba |                                                   |                                                   |                                                   | Arabie saoudite               | Arabie saoudite | 1 (5)                                          | 1 (5)                                          |                                                |                                                |
|  |                                                   |                                                   | Syrie                                             | Syrie                                             | 1 (4)                         | 1 (4)           |                                                |                                                |                                                |                                                |
|  | B1                                                | Syrie                                             | Syrie                                             | Syrie                                             | 1 (4)                         | 1 (4)           | 2                                              | 2                                              |                                                |                                                |
|  | B1                                                | Syrie                                             |                                                   |                                                   |                               |                 |                                                | 2                                              |                                                |                                                |
|  | A2                                                | Soudan                                            | 0                                                 | 0                                                 |                               |                 |                                                |                                                |                                                |                                                |
|  | A2                                                | Soudan                                            | 0                                                 | 0                                                 | Match pour la troisième place |                 |                                                |                                                |                                                |                                                |
|  |                                                   |                                                   |                                                   |                                                   |                               |                 |                                                |                                                |                                                |                                                |
|  | 14 juillet 2023 - Stade du 19-Mai-1956, Annaba    |                                                   |                                                   |                                                   |                               |                 |                                                |                                                |                                                |                                                |
|  | Algérie                                           | Algérie                                           | 2 (2)                                             | 2 (2)                                             |                               |                 |                                                |                                                |                                                |                                                |
|  | Algérie                                           | Algérie                                           | 2 (2)                                             | 2 (2)                                             |                               |                 |                                                |                                                |                                                |                                                |
|  | Soudan                                            | Soudan                                            | 2 (4)                                             | 2 (4)                                             |                               |                 |                                                |                                                |                                                |                                                |
|  | Soudan                                            | Soudan                                            | 2 (4)                                             | 2 (4)                                             |                               |                 |                                                |                                                |                                                |                                                |

### Demi-finales
| 11 juillet 2023 | Algérie    | 1 - 2   | Arabie saoudite               | Stade du 19-Mai-1956, Annaba        |                                     |
| 17h30           | Temine 49e | (0 - 1) | 19e A.Al-Zaid · 74e S.Al-Zaid | Arbitrage : Abdel Aziz Mohamed Bouh | Arbitrage : Abdel Aziz Mohamed Bouh |
| 17h30           | Rapport    |         |                               | Arbitrage : Abdel Aziz Mohamed Bouh | Arbitrage : Abdel Aziz Mohamed Bouh |

| 11 juillet 2023 | Syrie                     | 2 - 0   | Soudan | Stade du 19-Mai-1956, Annaba     |                                  |
| 21h00           | Asaad 58e · Mardikian 73e | (0 - 0) |        | Arbitrage : Zaid Thamer Mohammed | Arbitrage : Zaid Thamer Mohammed |
| 21h00           | Rapport                   |         |        | Arbitrage : Zaid Thamer Mohammed | Arbitrage : Zaid Thamer Mohammed |

### Match pour la troisième place
| 14 juillet 2023 | Algérie                             | 2 - 2             | Soudan                                    | Stade du 19-Mai-1956, Annaba |                            |
| 17h30           | Temine 16e · Nait Salem 58e         | (1 - 0)           | 87e 90+2e Nooh                            | Arbitrage : Mohamed Khaled   | Arbitrage : Mohamed Khaled |
| 17h30           | Rapport                             |                   |                                           | Arbitrage : Mohamed Khaled   | Arbitrage : Mohamed Khaled |
| 17h30           | Benzid · Reguieg · Djenidi · Bouras | Tirs au but 2 - 4 | Nooh · Mahmoud · Ali · Al-Bahli · Babeker | Arbitrage : Mohamed Khaled   | Arbitrage : Mohamed Khaled |

### Finale
| 14 juillet 2023 | Arabie saoudite                                                    | 1 - 1             | Syrie                                                      | Stade du 19-Mai-1956, Annaba |                          |
| 21h00           | S.Al-Zaid 11e                                                      | (1 - 1)           | 45e Mardikian                                              | Arbitrage : Mehrez Melki     | Arbitrage : Mehrez Melki |
| 21h00           | Rapport                                                            |                   |                                                            | Arbitrage : Mehrez Melki     | Arbitrage : Mehrez Melki |
| 21h00           | S.Al-Zaid · Al-Jelidan · A.Al-Zaid · Khalifa · Ayash · Al-Khaibari | Tirs au but 5 - 4 | Mardikian · Al Rina · Al Hussain · Dahhan · Rihanieh · Dal | Arbitrage : Mehrez Melki     | Arbitrage : Mehrez Melki |

## Vainqueur
| Vainqueur du tournoi des Jeux panarabes 2023 Arabie saoudite |